# 줄리아노인캄파니아
줄리아노인캄파니아(이탈리아어: Giugliano in Campania)는 이탈리아 캄파니아주 나폴리 광역시에 위치한 지방자치단체(코무네)이다. 줄여서 줄리아노라고 칭해지는 이곳은 2025년 기준으로 124,633명이 거주하며, 도청 소재지가 아닌 곳 중 인구가 가장 많은 도시이다.

## 유명 인물
- 조반 바티스타 바실레 - 시인, 신하, 동화 수집가
- 스키피오 아프리카누스 - 로마 시대 장군
- 아드리아나 바실레 - 작곡가 및 가수
- 라파엘레 칸토네 - 공무원
- 니콜라 미뇨냐 - 정치인 및 이탈리아 통일의 중요 기여자

## 같이 보기
- SSC 줄리아노